# Ханство
Ха́нство или Кагана́т —  государственное образование или территория, управляемая ханом или каганом.

## Список ханств
| Название                  | Столица                                               | Время существования | Территория | Примечание |
| ------------------------- | ----------------------------------------------------- | ------------------- | --- | --- |
| Аварский каганат          |                                                       | 562—823             | территория современных Венгрии, Словакии, Хорватии, Румынии, Сербии и Украины                                                                                                 | основано аварским каганом Баяном                                                                                        |
| Аварское ханство          | Хунзах                                                | XII век — 1864      | территории современного Дагестана | образовалось на месте государства Сарир                                                                                 |
| Ардаланское ханство       | Сенендедж                                             | 1169 — 1867         | Иранский Курдистан | курдское феодальное государство                                                                                         |
| Ардебильское ханство      | Ардебиль                                              | 1747 — 1808         | Иранский Азербайджан | квази-феодальное государство                                                                                            |
| Астраханское ханство      | Хаджи-Тархан                                          | 1459 — 1556         | Нижнее Поволжье | возникло в результате распада Золотой Орды                                                                              |
| Бакинское ханство         | Баку                                                  | 1718 — 1806         | Территория современного Азербайджана | феодальное государство                                                                                                  |
| Бухарское ханство         | Бухара                                                | 1500 — 1785         | территория современных Узбекистана, Таджикистана, Туркмении, Казахстана, Афганистана, Кыргызстана, Ирана, Китая                                                               | одно из трёх узбекских ханств                                                                                           |
| Восточно-тюркский каганат | Орда-Балык                                            | 682 — 744           | Монголия, Южная Сибирь | государство кочевых тюрков                                                                                              |
| Газикумухское ханство     | Кумух                                                 | 1642 — 1860         | территория нынешнего Дагестана | образовалось после распада Газикумухского шамхальства                                                                   |
| Гилянское ханство         | Гилян                                                 | 1747 — 1802         | на побережье Каспийского моря на территории нынешнего Ирана | основано гилянцами |
| Гянджинское ханство       | Гянджа                                                | 1747 — 1804         | территория современного Азербайджана, в долине реки Кура | феодальное государство                                                                                                  |
| Дербентское ханство       | Дербент                                               | 1747 — 1806         | территория Южного Дагестана и северной части Азербайджана | |
| Джавадское ханство        | Джавад                                                | XVIII век           | в основном в пределах нынешних Сабирабадского, Ширванского и соседних с ними районов Азербайджана                                                                             | |
| Джунгарское ханство       | Урга                                                  | 1635 — 1758         | территории между озером Балхаш, горами Тянь-Шань и верховьями Иртыша (Джунгария)                                                                                              | ойратское государство                                                                                                   |
| Жужаньский каганат        |                                                       | 330 — 555           | степи северного Китая | союз кочевых монголоязычных народов                                                                                     |
| Западно-тюркский каганат  | Суяб                                                  | 603 — 704           | территории от Азовского моря и Дона до восточных отрогов Тянь-Шаня и северо-восточной Индии                                                                                   | управлялся каганами из династии Ашина                                                                                   |
| Зенджанское ханство       | Зенджан                                               | 1747 — 1810         | территория северо-западной Ирана, часть Зенджанской провинции и Азербайджанского генерал-губернаторства                                                                       | |
| Казанское ханство         | Казань                                                | 1438 (1445) — 1552  | земли на западе до бассейна р. Сура, на востоке — до р. Белая, на севере — до Верхнего Прикамья, на юге — до Самарской Луки, а на юго-западе почти до современного Саратова   | образовалось при распаде Золотой Орды                                                                                   |
| Казахское ханство         | Яссы (1598—1781)                                      | 1465 — 1847         | территория современного Казахстана | образовалось при распаде Узбекского ханства и Золотой Орды                                                              |
| Калмыцкое ханство         | Манутохай Ставка хана Аюки (1697—1724)                | 1633 — 1771         | Нижнее Поволжье | ойратское государственное образование калмыков-торгутов                                                                 |
| Карабахское ханство       | Баят (1747—1751) Шахбулаг (1751) Шуша (1751—1822)     | 1747 — 1822         | территория современного Азербайджана и Армении (Зангезур) | |
| Карадагское ханство       | Ахар                                                  | 1747 — 1808         | территория современного Ирана | образовалось после смерти Надир-шаха                                                                                    |
| Каракитайское ханство     | Баласагун (Хусыфдо)                                   | 1124 — 1218         | Средняя и Центральная Азия | основано киданьским принцем Елюем Даши                                                                                  |
| Карлукский каганат        | Суяб, позднее Баласагун                               | 756 — 940           | территория от Джунгарского Алатау до Среднего течения Сырдарьи, от Испаджабской области до Отрара                                                                             | |
| Касимовское ханство       | Касимов                                               | 1452 — 1681         | территория Рязанской области | |
| Келатское ханство         | Калат                                                 | 1666 — 1952         | территория Белуджистана | туземное княжество Британской Индии                                                                                     |
| Кимакский каганат         | Хакан-Кимак, Имакия                                   | 750 — 1035          | территория современного Казахстана и Южной Сибири | древнее государство кочевников                                                                                          |
| Кокандское ханство        | Эски-Курган, Коканд                                   | 1709 — 1876         | территории современных Узбекистана, Таджикистана, Киргизии, южного Казахстана и Синьцзян-Уйгурского АР                                                                        | одно из трёх узбекских ханств                                                                                           |
| Крымское ханство          | Кырк-Ер (до 1490-х) Салачик (до 1532) Бахчисарай      | 1441 — 1783         | Крыма, земли между Дунаем и Днепром, Приазовье и большая часть современного Краснодарского края                                                                               | союзник Османской империи                                                                                               |
| Кубинское ханство         | Худат Куба (с 1735)                                   | 1680 — 1810         | северо-восток Азербайджана и крайний юг Дагестана | с 1765 года в составе Дербентского ханства                                                                              |
| Кыргызский каганат        | Кемиджкет                                             | 693 — 1207          | Центральная Азия и Южная Сибирь | возглавлялось енисейскими кыргызами                                                                                     |
| Кюринское ханство         | Курах                                                 | 1812 — 1864         | Южный Дагестан | |
| Мазандаранское ханство    |                                                       |                     | Мазендаран | |
| Макинское ханство         | Маку                                                  | 1747 — 1929         | территория северо-западного Ирана, часть Хойской провинции и Азербайджанского генерал-губернаторства                                                                          | |
| Марагинское ханство       | Марага                                                | 1610 — 1925         | на севере граничило с Тебризским, на западе с Урмийским, а на востоке с Ардебильским и Зенджанским ханствами                                                                  | в XVIII веке полунезависимое ханство                                                                                    |
| Мехтулинское ханство      | Нижний Дженгутай                                      | XVI век — 1867 год  | территория Дагестана, состояло из 13 аулов | в ханстве проживали кумыки и аварцы                                                                                     |
| Монгольское ханство       | Шанду (до 1369) Инчан (до 1370) Каракорум (1371—1388) | 1368 — 1635         | Монголия | |
| Нахичеванское ханство     | Нахичевань                                            | 1747 — 1828         | территория современной Нахичеванской АР и части территории Армении | формально зависело от Ирана                                                                                             |
| Ойратское ханство         |                                                       | 1399 — 1634         | территории современных Синьцзяна, России, Казахстана и Западной Монголии. | ойратское государство                                                                                                   |
| Русский каганат           |                                                       | IX век              | Восточная Европа (славянские земли). Точное местоположение неизвестно. Хронологически предшествовал Древнерусскому государству                                                | гипотетическое государственное образование во главе с русами                                                            |
| Сарабское ханство         | Сараб                                                 | 1747 — 1819         | территория северо-запада Ирана, часть Сарабской провинции и Азербайджанского генерал-губернаторства                                                                           | |
| Сибирское ханство         | Чинги-Тура, Кашлык                                    | 1468 — 1607         | Западная Сибирь | тюркское феодальное государство                                                                                         |
| Талышское ханство         | Ленкорань                                             | 1747 — 1826         | юго-западное побережье Каспийского моря | |
| Тебризское ханство        | Тебриз                                                | 1747 — 1802         | Южный Азербайджан | образовалось после смерти Надир-шаха                                                                                    |
| Тюргешский каганат        | Суяб                                                  | 704 — 756           | территория от Шаша (Ташкента) до Турфана и Бешбалыка | |
| Тюркский каганат          | Суяб                                                  | 552 — 603           | территория Маньчжурии, Монголии, Алтая, Восточного Туркестана, Средней Азии, Казахстана и Северного Кавказа                                                                   | создано племенным союзом тюрок                                                                                          |
| Узбекское ханство         | Чинги-Тура, Орда-Базар, Сыгнак Кажи-Тархан            | 1428 — 1468         | территория современных Казахстана и России | образовалось в результате распада Ак Орды                                                                               |
| Уйгурский каганат         | Хара-Балгас                                           | 745 — 847           | | пришло на смену Восточно-тюркскому каганату                                                                             |
| Урмийское ханство         | Урмия                                                 | 1747 — 1865         | территория северо-западной Ирана, часть Урмийской провинции и Азербайджанского генерал-губернаторства                                                                         | |
| Хазарский каганат         | Семендер, Итиль                                       | 650 — 969           | Предкавказье, Нижнее и Среднее Поволжье, современный северо-западный Казахстан, Приазовье, восточная часть Крыма, а также степи и лесостепи Восточной Европы вплоть до Днепра | Образовался после распада Западно-тюркского каганата. Сыграл важную роль в качестве барьера против арабских завоеваний. |
| Хивинское ханство         | Хива                                                  | 1512 — 1920         | | одно из трёх узбекских ханств                                                                                           |
| Хойское ханство           | Хой                                                   | 1747 — 1819         | север Ирана | |
| Хошутское ханство         | Лхаса                                                 | 1642 — 1717         | территории современных китайских провинциях Цинхай и Тибетский автономный район.                                                                                              | ойратское государство                                                                                                   |
| Шекинское ханство         | Шеки                                                  | 1747 — 1819; 1826   | север современного Азербайджана | основателем государства считается Гаджи Челеби                                                                          |
| Ширванское ханство        | Шемахы                                                | 1748 — 1820         | территория современного Азербайджана | |
| Эриванское ханство        | Эривань                                               | 1747 — 1828         | Восточная Армения | находилось в составе персидского государства                                                                            |